# 氟氯化铅
氟氯化铅是一种无机化合物，化学式为PbClF，它可由氟化铅和氯化铅共熔得到。它是四方晶系晶体，空间群P4/mmm。它在258 nm的紫外光激发下，可以发出紫色荧光（Em=391 nm）。
氟氯化铅在自然界中以氟氯铅矿的形式存在。它也是一类具有该结构化合物（如CaHBr、PrOCl等）的结构名称。